# شاهین‌ها (فیلم)
شاهین‌ها (مجاری: Magasiskola) فیلمی است که در سال ۱۹۷۰ منتشر شد.